# Roding
Roding è un comune tedesco di 11 480 abitanti, situato nel land della Baviera.